# Flora Jamaicensis
Flora Jamaicensis, abreviado Fl. Jamaic., es un libro con ilustraciones y descripciones botánicas que fue escrito por el médico, biólogo y botánico sueco Carlos Linneo y publicado en el año 1759.